# Bërxullë
Bërxullë is een plaats en voormalige gemeente in de stad (bashkia) Vorë in de prefectuur Tirana in Albanië. Sinds de gemeentelijke herindeling van 2015 doet Bërxullë dienst als deelgemeente en is het een bestuurseenheid zonder verdere bestuurlijke bevoegdheden.

## Bevolking
In de volkstelling van 2011 telde de (voormalige) gemeente Bërxullë 9.883 inwoners, een stijging ten opzichte van 6.806 inwoners op 1 april 2001.

### Religie
In de volkstelling van 2011 waren nagenoeg alle religieuze inwoners islamitisch. 
| Plaats   | Bevolking (2011) | Islam (%)      | Katholiek (%) | Orthodox (%) | Bektashisme (%) |
| -------- | ---------------- | -------------- | ------------- | ------------ | --------------- |
| Bërxullë | 9.883            | 9.303 (94,13%) | 33 (0,33%)    | 14 (0,14%)   | - (-)           |